# Praia da Tiririca

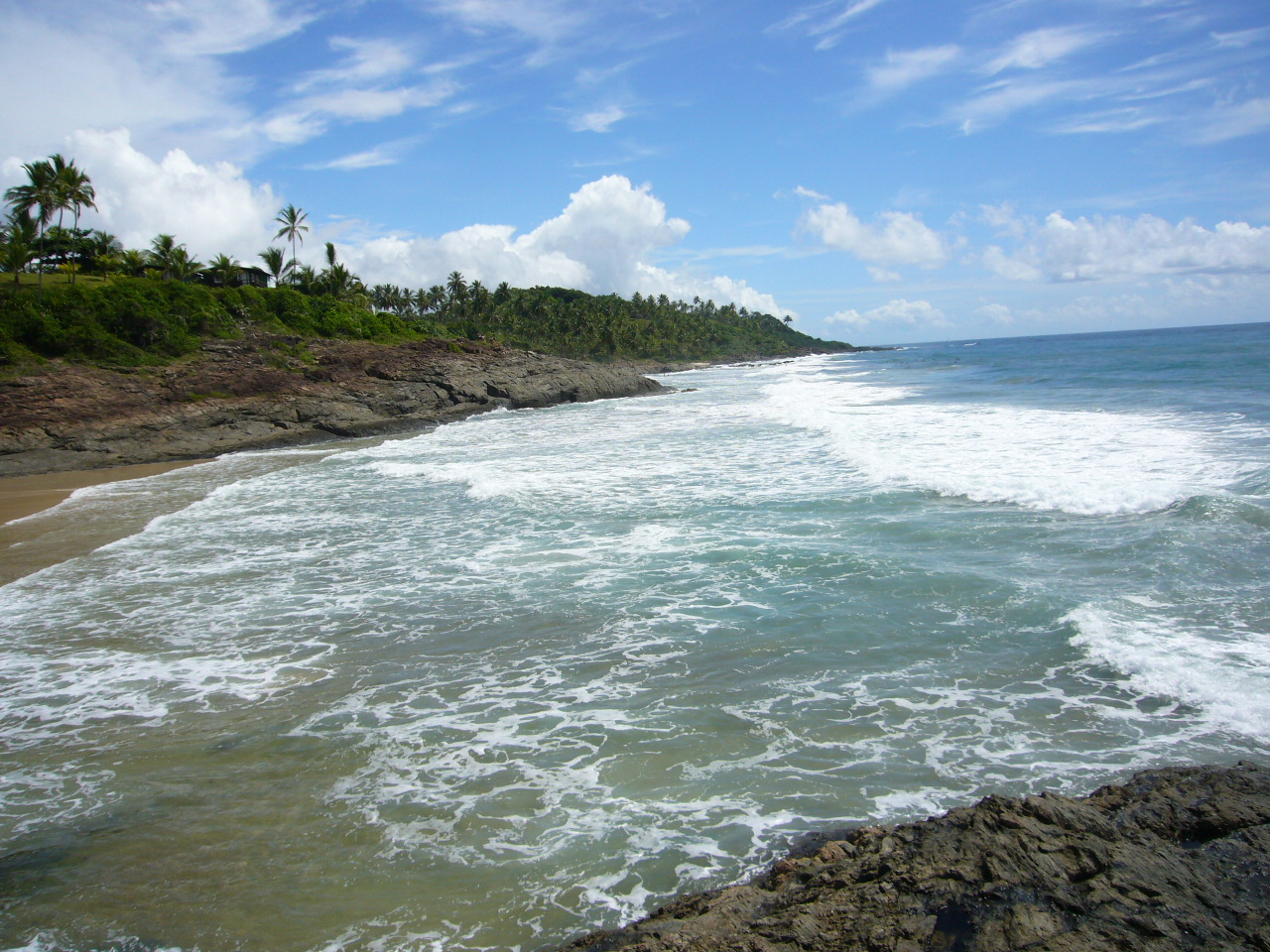
Trecho da praia

A Praia da Tiririca é uma praia localizada em Itacaré, no estado da Bahia, no Brasil. Conhecida por suas ondas fortes e constantes, o local atrai, durante todo o ano, diversas competições de surfe organizadas pela associação municipal dedicada ao esporte, além de algumas etapas do campeonato baiano.